# Oranibo
Oranibo is een voormalige suikerrietplantage en legerplaats in Suriname, onder meer bekend van de Tempati-opstand in 1757.  

## Ligging
De plantage was gelegen aan de rivier de boven-Commewijne tussen de Penicica-kreek en de Mapane. Hij werd reeds vermeld op een kaart van Lavaux uit 1737 waar het de hoogstgelegen plantage met aangegeven naam is. Toch was het niet de allerhoogst bestaande plantage, want in de tijd dat de kaart werd gepubliceerd waren de hoger gelegen plantages Tempatie en Mapane ook nog in gebruik. De ligging van deze plantage zou aan het einde van haar bestaan van belang zijn voor de uiteindelijk mislukte pogingen om controle in het gebied te behouden door de kolonisator.

## Oudste ontginning en vroege exploitatie
Het betreft hier een van de vroegste landontginningen door plantage-eigenaren van voor de Nederlandse kolonisatie. In de archieven van de administrateur Mogge worden al in 1671 twee Engelsen als eigenaar vermeld, J. Holms en Ian Holmes. Het betrof een grotere plantage met een eigen suikermolen. Er zijn van deze twee eerste eigenaren geen verdere archiefvermeldingen bekend. De Engelsen moeten hun plantage verkocht hebben voor 1686 want op een Labadistenkaart van dat jaar wordt als eigenaar van het gebied, dat ingetekend drie aparte deelplantages bevat, de familie Municx genoemd. De naam Muenix of Municx is de oudste Nederlandse naam in Suriname. Deze familie vestigde zich namelijk al in de Engelse periode in Suriname. Op een Engelse kaart uit 1667 worden twee plantages die zij toentertijd in bezit hadden aangeduid met de vermelding dat ze eigendom waren van "Minnicks". Op een kaart uit 1737 van Lavaux is te vinden dat ene Wed. Enkhuysen (wed van Jacob van Enkhuysen) de eigenaar moet zijn geweest.

## Bloeiperiode
Tot 1743 was de plantage het eigendom van de weduwe van Jacob van Enkhuijsen, Anthonia Wilderlandt, die in dat jaar overleed volgens de inventarisatie in de archieven. In de jaren ervoor heeft het echtpaar de plantage bestierd. Ze hadden toen een bestand aan 102 slaven tot hun beschikking die de 2469 suikerrietakkers moest bewerken. Het suikerriet werd met behulp van een beestenmolen verder verwerkt. Hoewel ze volgens de archieven in 1697 een zoontje kregen, op 27 oktober 1697 werd gedoopt het kind van Jacob van Enckhuijsen en Anthonia Wilderlant genaamt Jacob, is van hem verder niets bekend en duikt de plantage pas bij het overlijden in 1755 van de volgende eigenaar, het familielid Nicolaes van Enckhuijsen, weer op. Deze bestierde de plantage samen met zijn vrouw, de weduwe Sara Lemmers, aan wie hij de plantage naliet.

## Tempati-opstand
Ten tijde van het bestuur door Lemmers brak in 1757 in het nabije Tempati-gebied een grote slavenopstand uit. Deze leidde ertoe dat in dat gebied de plantages voorgoed werden verlaten. In die tijd fungeerde Oranibo als laatste "stronghold" van het bestuur. Van hieruit werd gepoogd de opstand te bestrijden. Op 8 maart vertrok vanuit Oranibo een expeditie van 150 blanken en een aantal slaven als lastdrager om de rebellen te bestrijden. Omdat het regentijd was, kwam men echter moeizaam vooruit in het moerasachtige gebied en werd men voortdurend door guerrilla-aanvallen bestookt. Met verlies aan mensenlevens keerde men na een tijd terug naar de plantage zonder enig succes te hebben geboekt. Vanaf de opstand zou een regiment soldaten, waaronder slaven die als dwangsoldaat werden gebruikt, gevestigd blijven op de plantage.

## Einde plantage
Lemmers heeft de plantage beheerd tot haar overlijden in 1775. Bij haar overlijden woonde ze in het stenen herenhuis in Paramaribo aan de Gravenstraat 10-12 wat thans het Bisschopshuis is. Ze voerde daar een huishouding met 54 huisslaven. Na haar dood verviel de plantage langzamerhand en wordt voor het eerst niet meer genoemd in de almanak van 1793, hoewel er tot het begin van de eeuw erna toch activiteiten moesten zijn geweest, maar dan mogelijk nog hoofdzakelijk als legerpost. Voormalige bewoners van Oranibo, die volgens J. Herman de Ridder in zijn boek Een levensteeken op een doodenveld zich in later jaren ook tegen hun eigenaren moeten hebben gekeerd, woonden later in het dorp Poligoedoe. Zij moeten in 1805 volgens de auteur in opstand zijn gekomen tegen de aanwezige blanke officieren. Zij waren echter geen plantagearbeiders maar dwangsoldaten: Bij die verdeeling [[van de rivier]] in twee armen, rust uw oog op het treurig vermaarde dorp Poligoedoe, hetwelk op een eiland ligt. Daar woont het nakroost dier trouwlooze negersoldaten, welke in het vijfde jaar dezer eeuw op de posten Oranibo en Armina bij een vreesselijk oproer hunne blanke officieren en krijgsmakkers gruwelijk vermoordden, naar deze ontoegankelijke rotsen vlugtten en zich met vrouwen der boschnegers, welke naar de ontoegankelijke bosschen aan de Lava verjaagd waren, verbonden. Van plantagearbeid in het gebied was toen dus waarschijnlijk geen sprake meer.
A la bonne heure · Anna's Zorg · Akkerboom · Alliance · Alkmaar · Andresa · Auka · Andreesgift · Bantaskine · Barbados · Batavia · Beekenhorst · Belladrum · Bellevue · Belwaarde · Beninenburg · Berg en Dal · Bergen op Zoom · Berlijn (Commewijne) · Berlijn (Para) · Bethlehem · Boksweide · Boston · Botany Bay · Boxel · Bronswijk · Brouwerslust · Bruinendaal · Bucklebury · Buitenrust · Burnside · Cadrosspark · Caledonia · Campenburg · Cannewapibo · Catharina Sophia · Clevia  · Cliffort-Kokshoven · Clyde · Concordia · Concordia en een Kwart Lot · Courcabo · De Dageraad · De Goede Vriendschap · De Resolutie · De Vier Hendrikken · Diamond · Dijkveld · Domburg · Dordrecht · Eendragt · Elisabeth's Hoop · Ellen · L'Espérance (Nickerierivier) · L'Espérance (Surinamerivier) · Esthersrust · Fairfield · Fortuin · Flora · Florentia · Frederiksburg · Frederiksdorp · Frederikslust · Geertruidenberg · Geyersvlijt · Glensander · Gloria · Groot Chatillon · Groot Marseille · Guadeloupe · Hague · Hamburg · Hamilton · Hamptoncourt · Hannover · Hazard · Hebron · Hecht en Sterk · Hooyland · Hope · Houttuin · Huntly · Huwelijkszorg · Inverness · Jagtlust · Jodensavanne · Johan & Margaretha · Johanna Catharina · Johanna Maria · Johannesburg · John · Katwijk · Kent · Kerkshoven · Killenstein · Klein Bellevue · Kleinhoop · Krappahoek · Kroonenburg · Kwatta · La Jalousie · La Prosperité · La Rencontre · La Ressource (Saramacca) · La Ressource (Surinamerivier) · La Singularité · Laarwijk · Leasowes · Leliëndaal · Leonsberg · Livorno · Longmay · Lunenburg · Lust en Rust · Lustrijk · Maasstroom · Margarethenburg · Maria Petronella · Mariënbosch · Mariënburg · Margaretha's Gift · Mary's Hope · Meerzorg · Merveille · Moed en Kommer · Mon Bijou · Mon Souci · Mon Trésor · Monnikendam · Mopentibo · Morgenster · Moy · Nieuw Mocha · Nieuwzorg · Nieuwe Aanleg · De Nieuwe Grond · Nijd en Spijt · Novar · Nursery · Nut en Schadelijk · Onoribo · Onverwacht · Oranibo · Ornamibo · Overbrug · Overtoom 
· Oxford · Palestina · Paradise · Persévérance · Petersburg · Picardië · Peperpot · Pieterszorg · Plaisance · Poelwijk · Potosie · Purmerend · Reijnsdorp · Reijnsfort · Rijnberk · Roosenburg · Rorac · Rust en Werk · Rustenburg · Saltzhalen · Sans Souci · Saphir · Sarah · Sardam · Schaapstede · Schoonoord · Sinabo en Gelre · Sint Barbara · Sint Eustatius · Slootwijk · Sorgvliet · Spieringshoek · Standvastigheid · Suidwijn · Suzanna's Daal · Toevlugt (Surinamerivier) · Tout Lui Faut · Toledo · Totness · Tyronne · 't Vertrouwen · Victoria · Vierkinderen · Visserszorg · Voorburg · Voorzorg (Saramacca) · Vossenburg · Vredenburg · Vriendsbeleid en Ouderzorg · Vreeland · Waltonhall · Waldijk · Waterloo · Wederzorg · Welbedacht · Welgelegen (Commewijne) · Welgelegen (Coronie) · Welgevallen · Weltevreden · Wolffs Capoerica · Wolfenbüttel · 't Ylant · Zoelen · Zorg en Hoop (hout) · Zorg en Hoop (indigo) · Zorg en Hoop (katoen) · Zorg en Hoop (suiker)